# Penélope
Penélope (em grego:  Πηνελόπη, transl.: Pēnelópē), na mitologia grega, é esposa de Ulisses, filha de Icário e de Periboea.
Por dez anos, Penélope esperou a volta de seu marido da Guerra de Troia. A longa viagem de retorno de Ulisses é o tema da Odisseia, de Homero.
Seu pai, um corredor campeão não iria permitir que ninguém se casasse com sua filha, a menos que pudesse vencê-lo em uma corrida. Ulisses o fez e casou-se com Penélope. Depois que eles se casaram, Icarius tentou convencer Ulisses a permanecer em Esparta. Ele saiu com Penélope, mas Icário seguiu-os, implorando sua filha para ficar. Ulisses disse que ela devia escolher se desejava ficar com o pai ou com o marido. Penélope não respondeu, mas modestamente cobriu o rosto com um véu. Icário entendeu corretamente que isso era um sinal de sua vontade de sair com Odisseu, deixou-os ir e ergueu uma estátua de Aidos (modéstia) no local.
Ela teve apenas um filho com Ulisses, Telêmaco, que nasceu pouco antes de seu marido ser chamado para lutar na Guerra de Troia.
Os anos passavam e não havia notícia de Ulisses, nem se estaria vivo ou morto. Assim, o pai de Penélope sugeriu que sua filha se casasse novamente. Penélope, fiel ao seu marido, recusou, dizendo que esperaria a sua volta. 

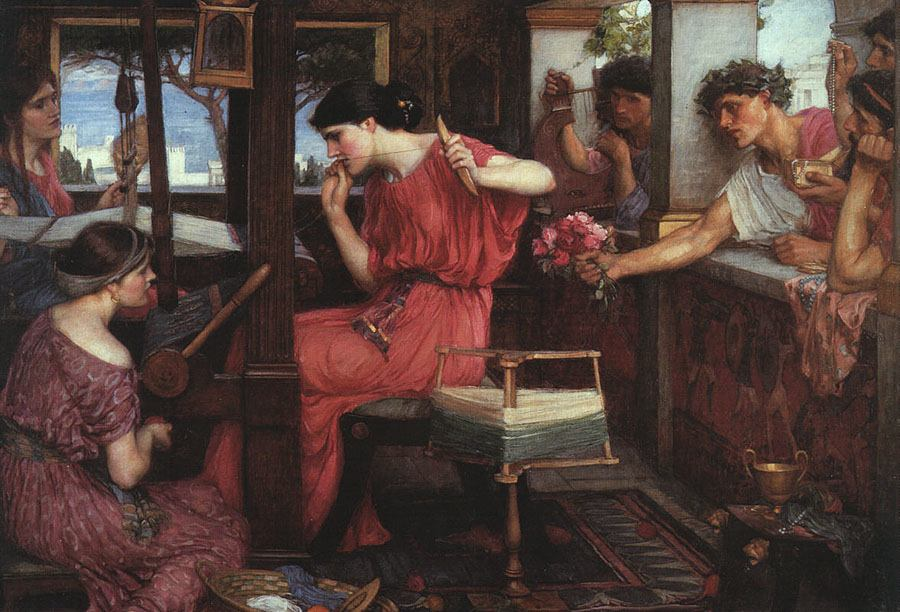
Penélope e os pretendentes
por John William Waterhouse, 1912.

Diante da insistência do pai e para não desagradá-lo, ela resolveu aceitar a corte dos pretendentes à sua mão, estabelecendo a condição de que o novo casamento somente aconteceria depois que terminasse de tecer um sudário para Laerte, pai de Ulisses. Com esse estratagema, ela esperava adiar o evento o máximo possível.
Durante o dia, aos olhos de todos, Penélope tecia, e à noite, secretamente, ela desmanchava todo o trabalho. E foi assim até uma de suas servas descobrir o ardil e contar toda a verdade.
Ela então propôs outra condição ao seu pai. Conhecendo a dureza do arco de Ulisses, ela afirmou que se casaria com o homem que o conseguisse encordoar. Dentre todos os pretendentes, apenas um camponês humilde conseguiu realizar a proeza. Imediatamente este camponês revelou ser Ulisses, disfarçado após seu retorno.